# Lista najwyższych budynków w Jacksonville
Jacksonville jest miastem w USA. Znajduje się tutaj 6 budynków przekraczających 100 metrów wysokości. W budowie jest jeszcze jeden budynek który przekroczy te wysokość. Zaaprobowanych jest kilka kolejnych projektów wysokich budynków, jednak projekty dwóch najwyższych - przekraczających 200 metrów - mają dopiero zostać zaaprobowane.

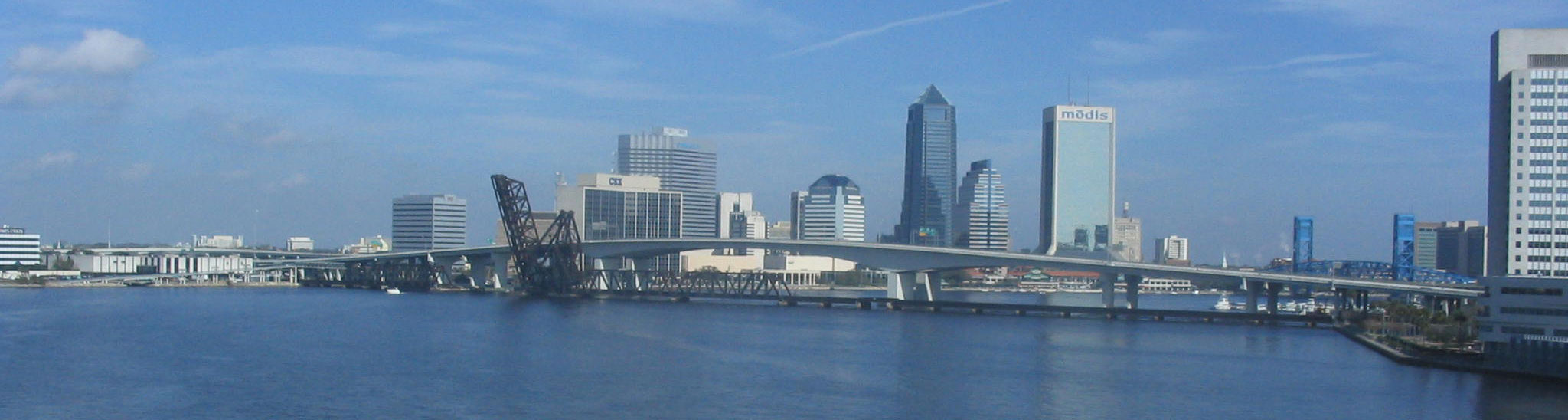
Widok na miasto z Warren Bridge

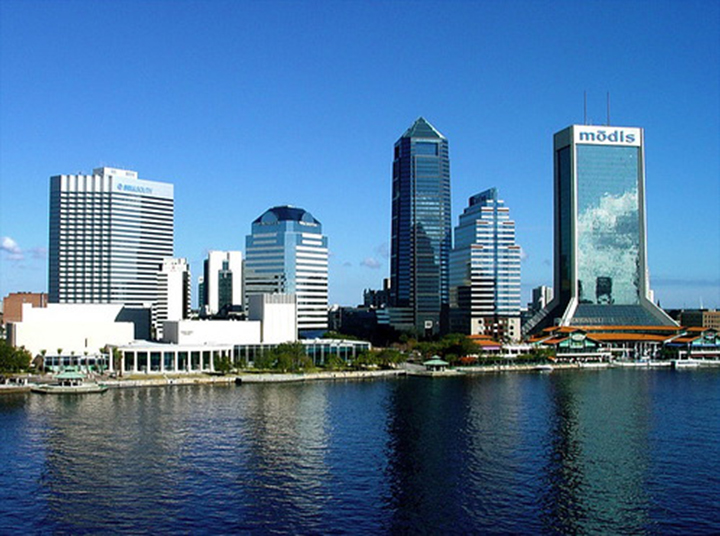
Centrum Jacksonville

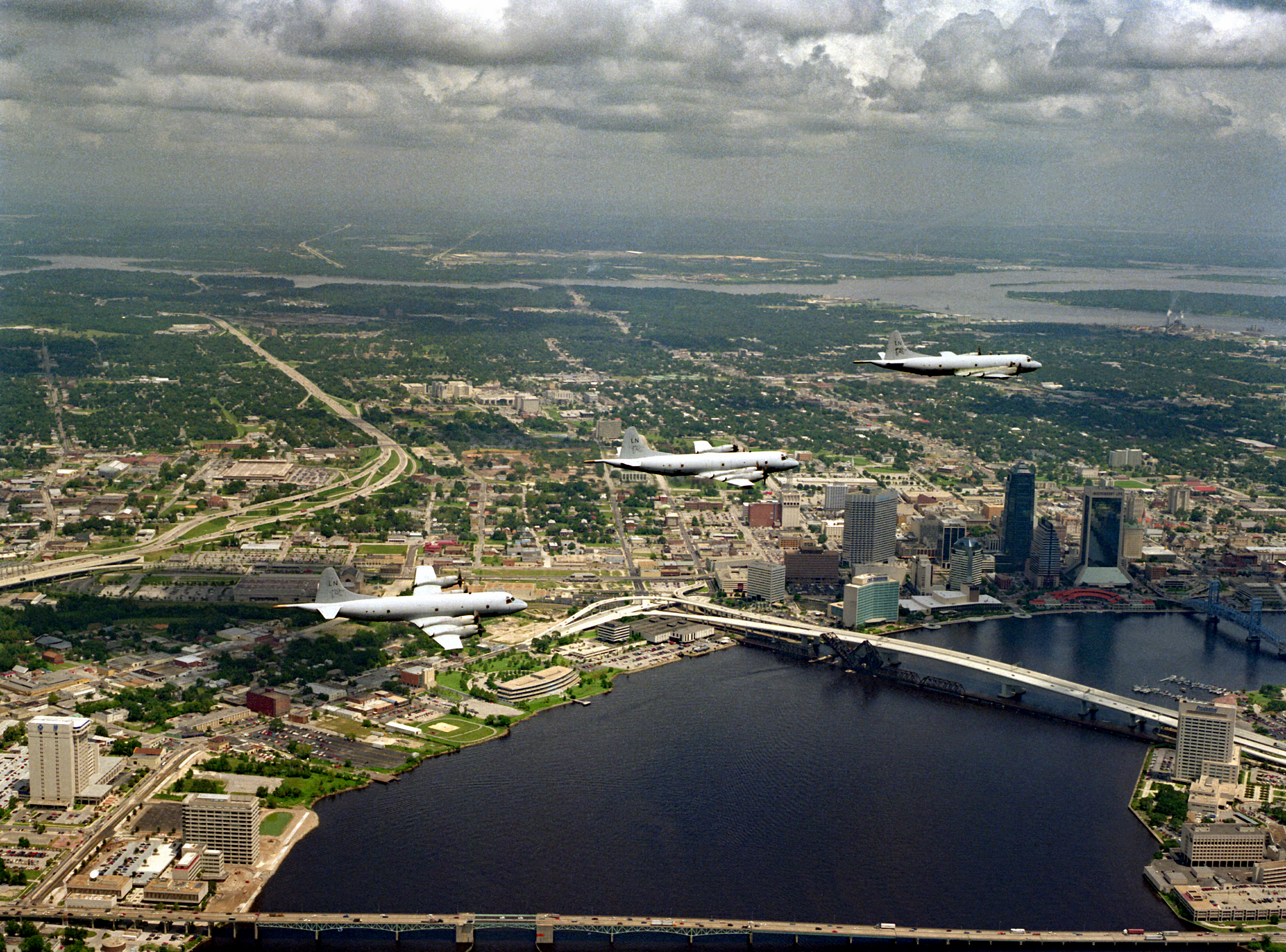
Centrum z lotu ptaka

## 10 najwyższych
| Ranking | Budynek                           | Wysokość strukturalna | Liczba pięter | Rok budowy |
| ------- | --------------------------------- | --------------------- | ------------- | ---------- |
| 1.      | Bank of America Tower             | 188,0 m               | 43            | 1990       |
| 2.      | Modis Tower                       | 163,1 m               | 37            | 1974       |
| 3.      | BellSouth Tower                   | 136,2 m               | 32            | 1983       |
| 4.      | The Peninsula at St. Johns Center | 133,2 m               | 36            | 2006       |
| 5.      | Riverplace Tower                  | 132,3 m               | 28            | 1967       |
| 6.      | Jacksonville Center               | 108,8 m               | 24            | 1989       |
| 7.      | One Prudential Plaza              | 94,2 m                | 22            | 1954       |
| 8.      | Two Prudential Plaza              | 92,9 m                | 21            | 1985       |
| 9.      | Wachovia Bank Tower               | 91,1 m                | 21            | 1986       |
| 10.     | Blue Cross-Blue Shield Building   | 87,5 m                | 19            | 1971       |